# Oude Zomerpaleis

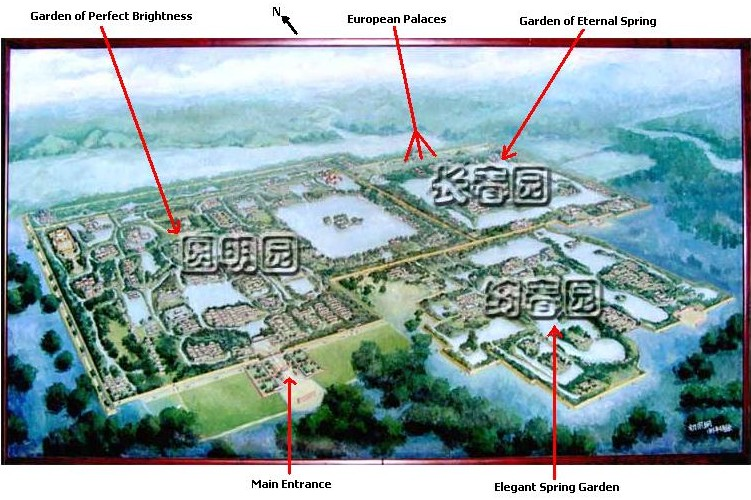
Het paleis met de drie grote tuinen

Het Oude Zomerpaleis of Yuanming Yuan was een paleis in Peking. Het paleis lag op zo'n 13 kilometer ten noordoosten van de Verboden Stad.

## Bouw
Het paleis werd in de 18e en 19e eeuw gebouwd tijdens de Qing-dynastie. In 1707 nam keizer Kangxi (1654-1722) het initiatief. Het was een geschenk voor zijn vierde zoon, de latere keizer Yongzheng (1678-1735). Onder zijn leiding werd het paleis verder uitgebreid. Tijdens het bewind van keizer Qianlong (1711-1799) volgde een verdere uitbreiding en met de bouw van de westerse gebouwen werd in 1747 aangevangen. Hier werden staatszaken geregeld terwijl het paleis in de Verboden Stad vooral voor ceremonies werd gebruikt. 
Het paleiscomplex was 3,5 km² groot. Er waren drie grote tuinen:
- Garden of Perfect Brightness (圆明园; 圓明園; Yuánmíng Yuán)
- Garden of Eternal Spring (长春园; 長春園; Chángchūn Yuán)
- Elegant Spring Garden (绮春园; 綺春園; Qǐchūn Yuán)

Er stonden honderden gebouwen, tempels, vijvers en bruggen verspreid over het terrein. In een klein deel hiervan was westerse architectuur verwerkt. De jezuïet Giuseppe Castiglione heeft bij de ontwerpen een rol gespeeld.

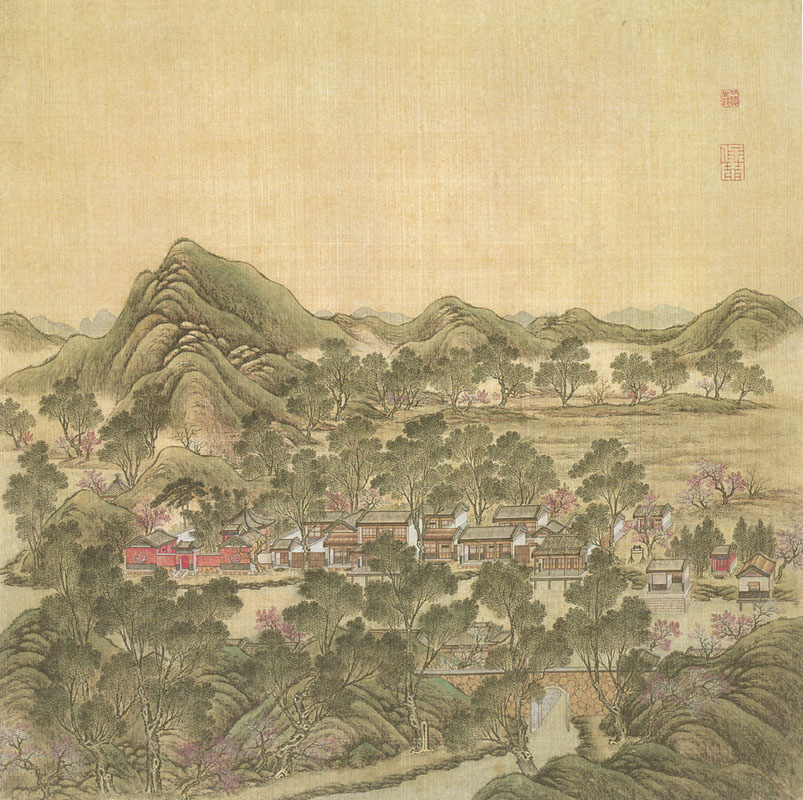
Een van de 40 tekeningen

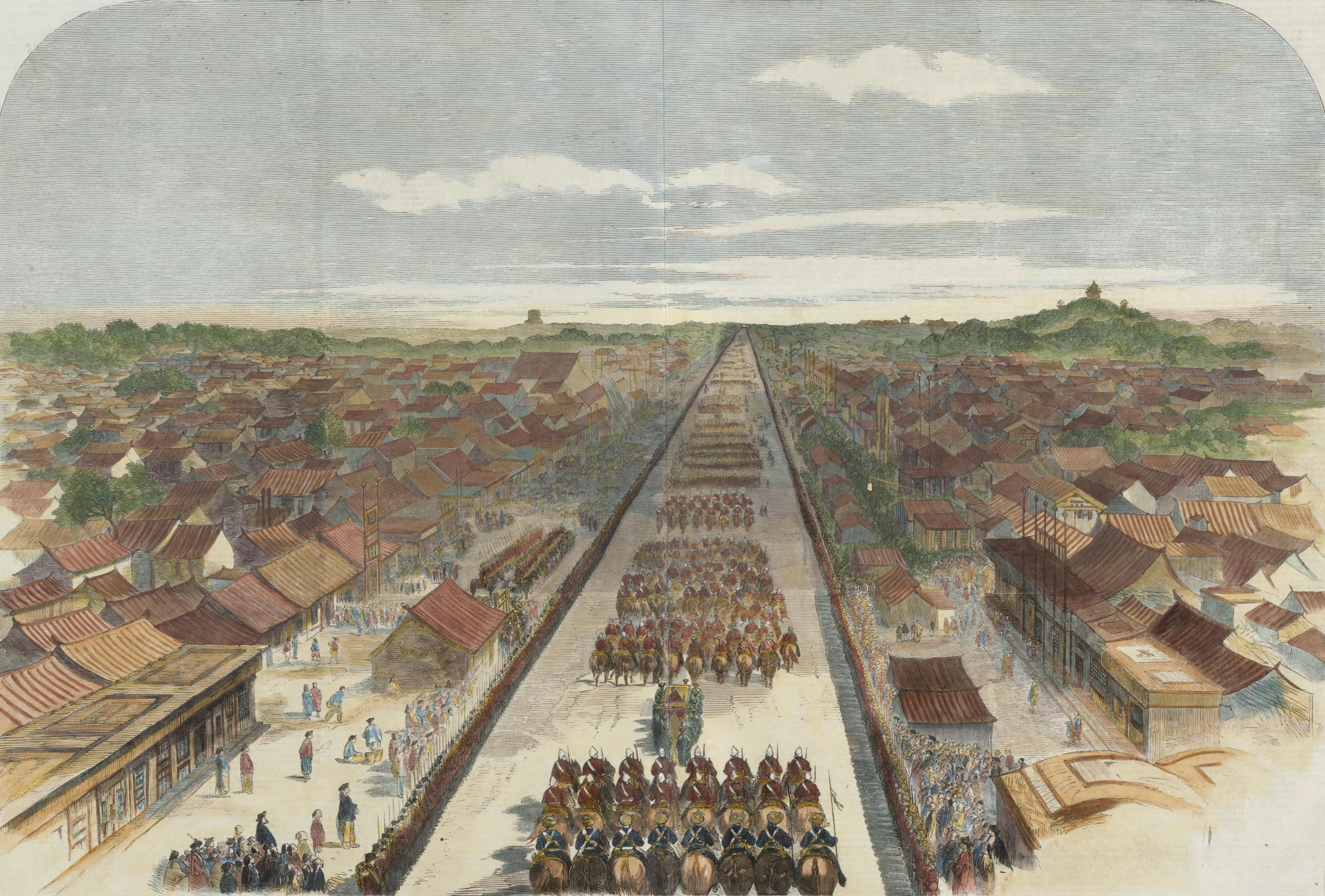
Lord Elgin in Peking op 24 oktober 1860

In 1744 gaf keizer Qianlong de opdracht aan twee hofschilders, Shen Yuan en Tangdai, om het paleisterrein in beeld te brengen. Het resultaat, 40 schilderijen, werd gebundeld in een album met gedichten van de keizer, gekalligrafeerd door Wang Youdun. Dit geheel maakt onderdeel uit van de collectie van de Bibliothèque nationale de France en geeft een beeld van de situatie voor de plundering en vernielingen van de Franse en Engelse troepen.

## Vernietiging door Engelse en Franse soldaten
In oktober 1860, tijdens de Tweede Opiumoorlog, bereikten Franse en Engelse troepen het paleis. Op het bericht dat een aantal westerse afgezanten gevangen waren genomen en doodgemarteld kregen de troepen van Lord Elgin het bevel het paleis met de grond gelijk te maken. Alle gebouwen werden vernield, duizenden soldaten waren er drie dagen mee bezig, en veel kunstschatten geroofd. Het enige exemplaar van de Yongle dadian ging hierbij verloren. Lord Elgin liet vervolgens zijn troepen door Peking marcheren om de westerse dominantie en de Chinese vernedering te onderstrepen.
De keizer en zijn gevolg namen hun intrek in de Verboden Stad. In 1873 poogde de keizer Tongzhi het paleis te herstellen, maar door geldgebrek werden de werkzaamheden een jaar later gestaakt. Het huidige zomerpaleis is gebouwd naast de resten van het oude paleis, deze zijn bewaard als herinnering aan de vernederingen door de barbaarse troepen. Het terrein is opengesteld voor het publiek en is een belangrijke toeristische trekpleister in het district Haidian.
Na de plundering zijn veel kunstobjecten in Europa aangekomen, meegenomen door de soldaten. De Chinese regering wil deze kunstschatten terug, maar krijgt hierbij weinig medewerking van de musea en particuliere eigenaren.

## Galerij

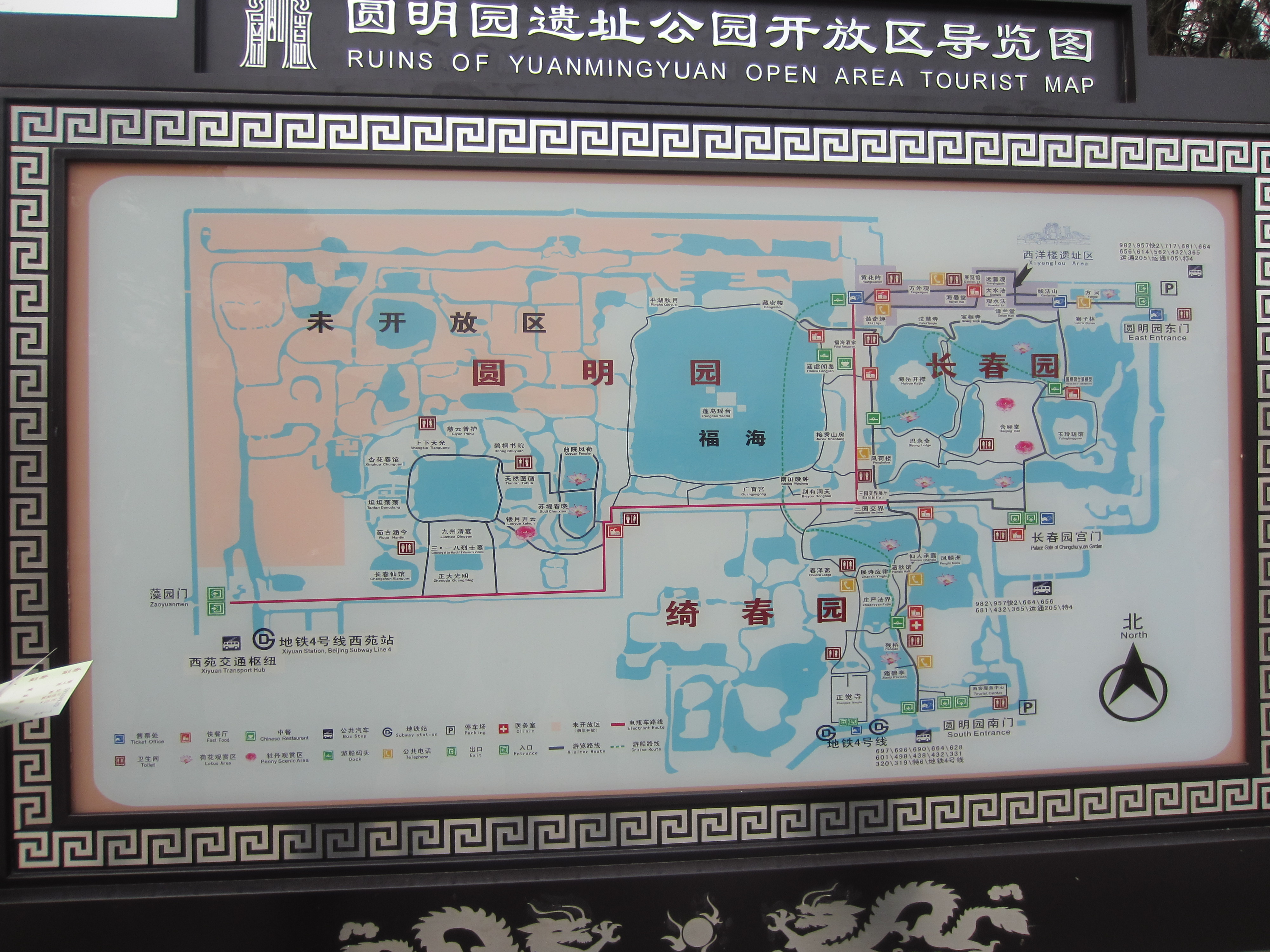
Toeristenkaart van het park met ruïnes
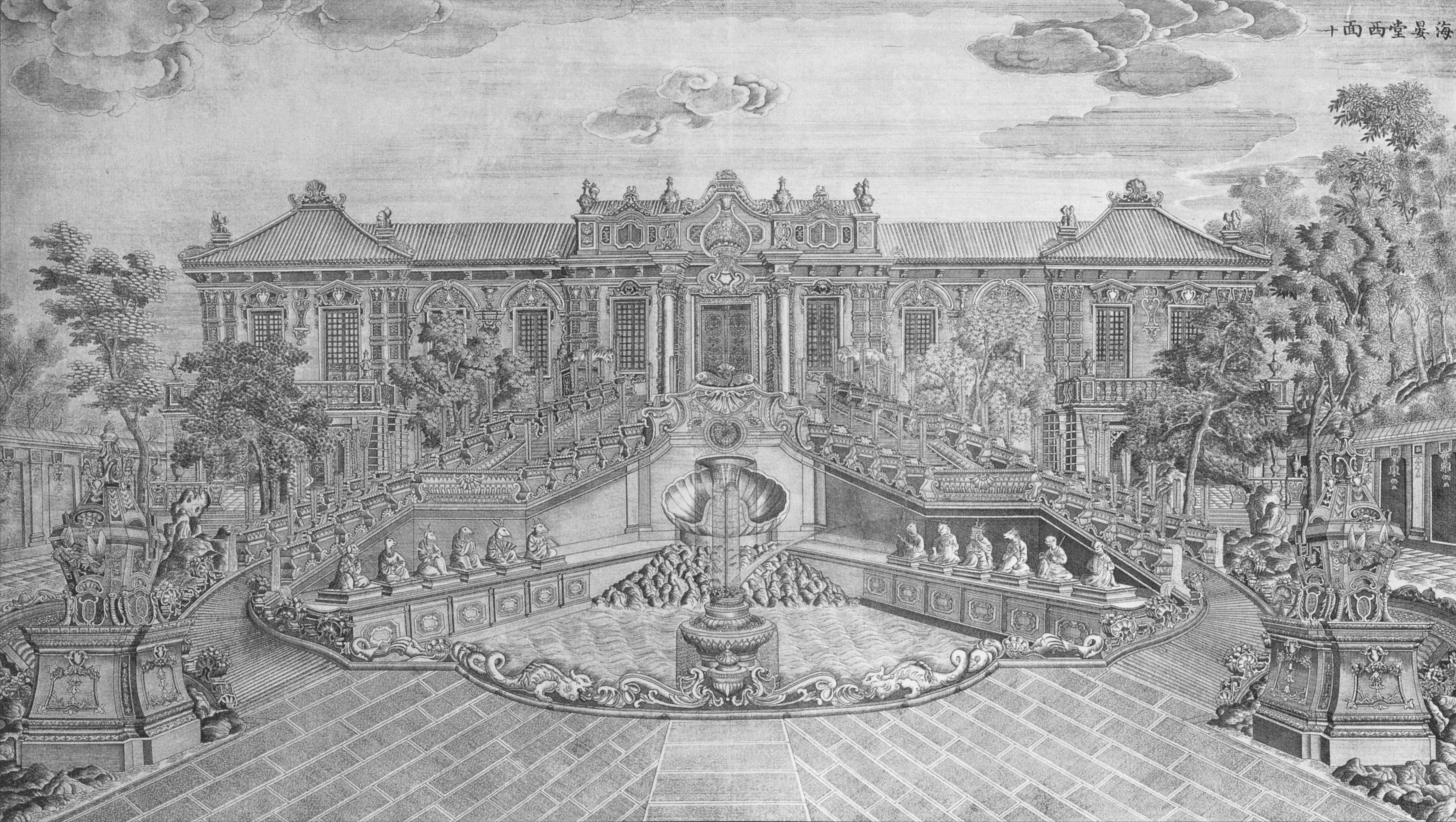
Westers gebouw met wateruurwerk
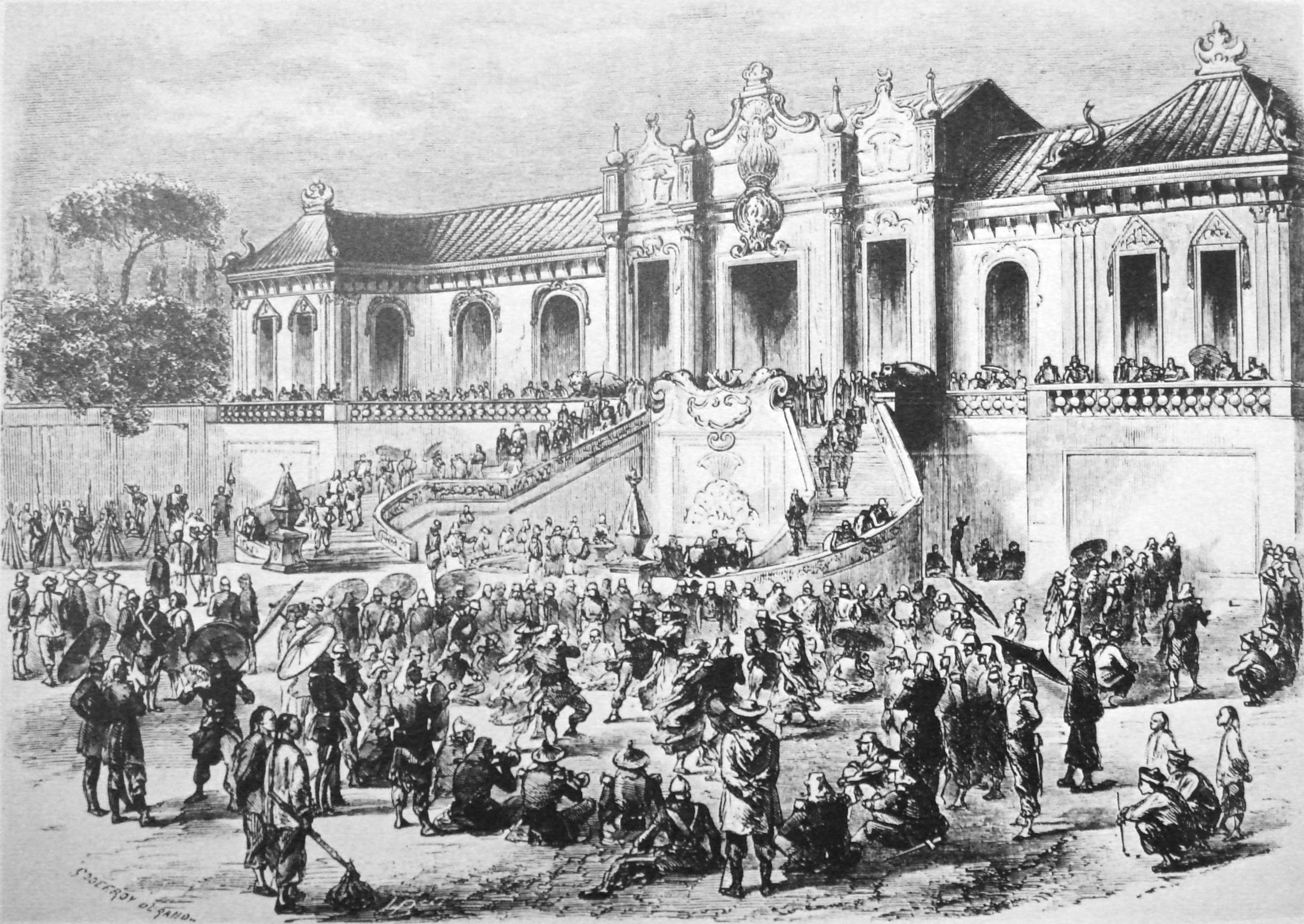
Plunderende Franse en Engelse soldaten
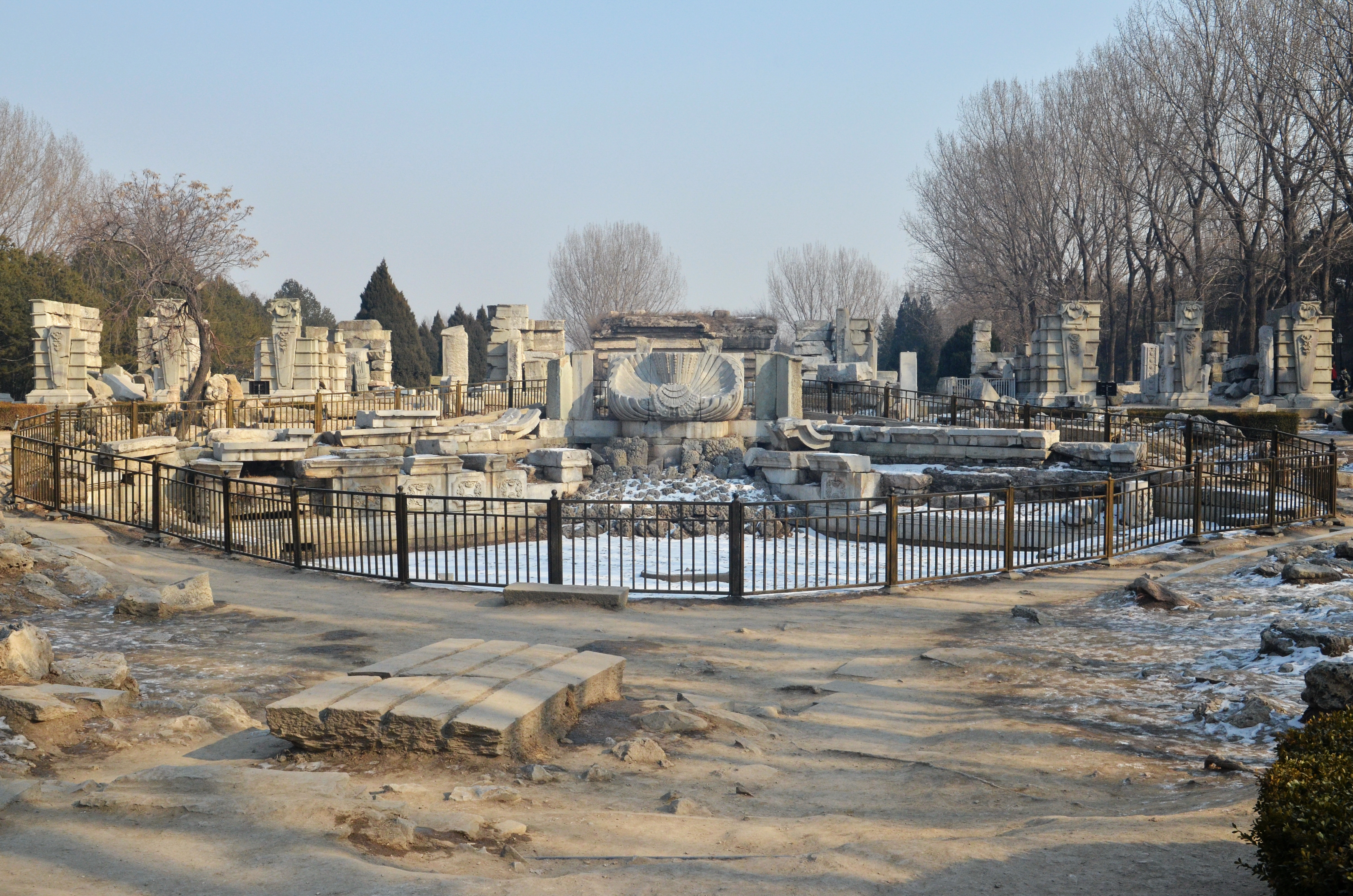
Ruïne met restanten van een fontein op de voorgrond